# 穆塔拉市镇
穆塔拉市镇（瑞典語：Motala kommun）是瑞典东南部东约特兰省的一个市镇。其治所位于穆塔拉。